# Miremont (Alto Garona)
 Miremont  es una población y comuna francesa, en la región de Mediodía-Pirineos, departamento de Alto Garona, en el distrito de Muret y cantón de Auterive.

## Demografía
| 821 | 811 | 866 | 1078 | 1217 | 1445 |
| Para los censos de 1962 a 1999 la población legal corresponde a la población sin duplicidades (Fuente: INSEE [Consultar]) |     |     |      |      |      |